# Hycleus dunalis
Hycleus dunalis là một loài bọ cánh cứng trong họ Meloidae. Loài này được Bologna & Turco miêu tả khoa học năm 2007.